# Liste der reichsten Frauen
Diese Liste der reichsten Frauen enthält die 30 reichsten Frauen der Welt, gemäß den Angaben in der jährlichen Liste „The World’s Billionaires“ des Forbes Magazine (Stand: November 2024). Angehörige von Königshäusern oder Politiker sind nicht in der Liste enthalten.

## Liste (Stand 2024)
| Rang Frauen | Rang gesamt | Person                        | Land                   | Alter | Vermögen (in Mrd. US$) | Quelle                               |
| ----------- | ----------- | ----------------------------- | ---------------------- | ----- | ---------------------- | ------------------------------------ |
| 1           | 15          | Françoise Bettencourt-Meyers  | Frankreich             | 70    | 99,5                   | Erbe (L’Oréal)                       |
| 2           | 21          | Alice Walton                  | Vereinigte Staaten     | 74    | 72,3                   | Erbe (Walmart)                       |
| 3           | 23          | Julia Flesher Koch            | Vereinigte Staaten     | 61    | 64,3                   | Erbe (Koch Industries)               |
| 4           | 35          | Jacqueline Mars               | Vereinigte Staaten     | 84    | 38,5                   | Erbe (Mars Incorporated)             |
| 5           | 43          | MacKenzie Scott               | Vereinigte Staaten     | 53    | 35,6                   | Amazon                               |
| 6           | 46          | Savitri Jindal                | Indien                 | 74    | 33,5                   | Erbe (Jindal Steel and Power)        |
| 7           | 48          | Rafaela Aponte-Diamant        | Schweiz                | 79    | 33,1                   | Mediterranean Shipping Company       |
| 8           | 53          | Miriam Adelson                | Vereinigte Staaten     | 78    | 32,0                   | Erbe (Las Vegas Sands)               |
| 9           | 56          | Gina Rinehart                 | Australien             | 70    | 30,8                   | Erbe (Hancock Prospecting)           |
| 10          | 58          | Abigail Johnson               | Vereinigte Staaten     | 62    | 29                     | Erbe (Fidelity Investments)          |
| 11          | 71          | Susanne Klatten               | Deutschland            | 61    | 26,5                   | Erbe (BMW)                           |
| 12          | 75          | Iris Fontbona                 | Chile                  | 81    | 25,7                   | Erbe (Antofagasta plc)               |
| 13          | 81          | Elaine Marshall               | Vereinigte Staaten     | 81    | 24,5                   | Erbe (Koch Industries)               |
| 14          | 92          | Diane Hendricks               | Vereinigte Staaten     | 77    | 20,9                   | ABC Supply                           |
| 15          | 94          | Vicky Safra                   | Brasilien              | 70    | 16,7                   | Erbe (Safra Group)                   |
| 16          | 104         | Renata Kellnerova             | Tschechien             | 56    | 18,0                   | Erbe (PPF Group)                     |
| 17          | 118         | Beate Heister                 | Deutschland            | 73    | 15,9                   | Erbe (Aldi)                          |
| 18          | 132         | Charlene de Carvalho-Heineken | Niederlande            | 69    | 14,1                   | Erbe (Heineken)                      |
| 19          | 140         | Christy Walton                | Vereinigte Staaten     | 75    | 13,6                   | Erbe (Walmart)                       |
| 20          | 153         | Laurene Powell Jobs           | Vereinigte Staaten     | 60    | 12,6                   | Erbe (Apple)                         |
| 21          | 165         | Kwong Siu-hing                | Hongkong               | 94    | 12,0                   | Erbe (Sun Hung Kai Properties)       |
| 22          | 180         | Trudy Cathy White             | Vereinigte Staaten     | 68    | 11,2                   | Erbe (Chick-fil-A)                   |
| 23          | 188         | Melinda French Gates          | Vereinigte Staaten     | 59    | 11,1                   | Erbe (Microsoft)                     |
| 24          | 218         | Antonia Axson Johnson         | Schweden               | 80    | 10,2                   | Erbe (Axel Johnson-Gruppe)           |
| 24          | 218         | Judy Love                     | Vereinigte Staaten     | 86    | 10,2                   | Love’s Travel Stops & Country Stores |
| 25          | 221         | Nancy Walton Laurie           | Vereinigte Staaten     | 72    | 10,1                   | Erbe (Walmart)                       |
| 26          | 224         | Ann Walton Kroenke            | Vereinigte Staaten     | 75    | 10,0                   | Erbe (Walmart)                       |
| 27          | 228         | Elizabeth Johnson             | Vereinigte Staaten     | 60    | 9,9                    | Erbe (Fidelity Investments)          |
| 28          | 242         | Marijke Mars                  | Vereinigte Staaten     | 59    | 9,6                    | Erbe (Mars Inc.)                     |
| 28          | 242         | Pamela Mars                   | Vereinigte Staaten     | 63    | 9,6                    | Erbe (Mars Inc.)                     |
| 28          | 242         | Valerie Mars                  | Vereinigte Staaten     | 65    | 9,6                    | Erbe (Mars Inc.)                     |
| 28          | 242         | Victoria Mars                 | Vereinigte Staaten     | 67    | 9,6                    | Erbe (Mars Inc.)                     |
| 28          | 242         | Carrie Perrodo                | Frankreich             | 73    | 9,6                    | Erbe (Perenco)                       |
| 29          | 249         | Denise Coates                 | Vereinigtes Königreich | 56    | 9,5                    | Bet365                               |
| 30          | 256         | Marie-Hélène Habert-Dassault  | Frankreich             | 58    | 9,4                    | Erbe (Dassault Aviation)             |